# Герне (Нідерланди)
Герне (нід. Heurne) — селище в нідерландській провінції Гелдерланд. Входить до муніципалітету Алтен.
Також відоме як Алтенське Герне аби уникнути плутанини із селом Де Герне, що відповідно відоме як Дінксперльське Герне.